# Zvole (district de Žďár nad Sázavou)
Pour les articles homonymes, voir Zvole.
Zvole (en allemand : Swolla) est une commune du district de Žďár nad Sázavou, dans la région de Vysočina, en République tchèque. Sa population s'élevait à 663 habitants en 2020.

## Géographie
Zvole se trouve à 7 km au nord de Bystřice nad Pernštejnem, à 18,5 km au sud-est de Žďár nad Sázavou, à 43,5 km à l'est-nord-est de Jihlava à 142 km au sud-est de Prague.
La commune est limitée par Bystřice nad Pernštejnem au nord, par Rozsochy et Horní Rožínka à l'est, par Blažkov et Mirošov au sud, et par Bobrová, Račice, Dlouhé, Křídla et Nové Město na Moravě à l'ouest.

## Histoire
La première mention écrite de la localité date de 1349.

## Administration
La commune se compose de trois quartiers :
- Zvole
- Branišov
- Olešínky

## Transports
Par la route, Zvole se trouve à 9 km de Bystřice nad Pernštejnem, à 22,5 km de Žďár nad Sázavou, à 54 km de Jihlava et à 183 km de Prague.